# Чому він?
«Чому він?» (англ. Why Him?) — американська кінокомедія режисера і сценариста Джона Гамбурга, що вийшла 2016 року. У головних ролях Джеймс Франко, Браян Кренстон, Зої Дойч.
Вперше фільм продемонстрували 22 грудня 2016 року у низці країн світу, а в Україні у широкому кінопрокаті показ розпочався 12 січня 2017 року.

## Сюжет
Студентка Стенфорда Стефані Флемінг запрошує свого хлопця Лаірда Мейг'ю до себе, щоб «подивитися Netflix і розслабитися». Тим часом у Гранд-Рапідсі її батько Нед святкує своє 55-річчя в ресторані Applebee’s разом із родиною та друзями. Під час показу слайд-шоу на його честь Стефані виходить на відеозв’язок, щоб привітати тата, але раптом у кадр вривається Лаірд і з'являється оголеним перед камерою.
Після прильоту родини Стефані забирає їх з аеропорту — батьків Неда і Барб та молодшого брата Скотті — і везе до вілли Лаірда у Силіконовій долині. Вона пояснює батькам, що Лаірд — генеральний директор компанії з розробки відеоігор, яка зробила його надзвичайно багатим. Лаірд проводить для них екскурсію своїм будинком, під час якої використовує ненормативну лексику і робить недоречні коментарі щодо Барб. Він також демонструє велике тату на спині — зображення різдвяної листівки родини Флемінгів із написом «Щасливих свят». У вітальні стоїть резервуар з лосем, наповнений його сечею. У підвалі — боулінг, який Лаірд побудував сам, і настінний мурал з Недом у провокативній позі.
Нед розмовляє зі Стефані про поведінку Лаірда, і вона просить дати йому шанс. Пізніше, під час прогулянки з Недом лісом біля будинку, Лаірд просить у нього благословення на шлюб зі Стефані. Нед одразу ж відмовляє, що шокує Лаірда, який був упевнений у позитивній відповіді. Він обіцяє здобути прихильність Неда.
На Святвечір, коли вся родина збирається у вітальні Лаірда, він розкриває, що купив друкарню Неда, яка зазнавала труднощів, щоб погасити його борги. Замість вдячності, Нед б'є Лаірда по обличчю, і між ними починається бійка, яка закінчується тим, що Лаірд падає в резервуар із лосем. Танк розбивається, і Скотті на деякий час опиняється під тілом лося. Розлючені поведінкою своїх партнерів, Стефані та Барб залишають будинок разом із родиною.
На Різдво родина Флемінгів святкує без Стефані. Раптово прилітає гелікоптер Лаірда зі Стефані на борту. Вона досі зла на обох — і на Неда, і на Лаірда — та відмовляється з ними розмовляти. Нед і Лаірд все ж спілкуються, і Нед дає згоду на заручини. Лаірд робить пропозицію, але Стефані відмовляється, кажучи, що ще не готова до шлюбу, хоча хоче продовжити стосунки.
Пізніше, під час вечірки, Нед і Скотті пропонують Лаірду нову бізнес-ідею, адже тепер усі троє — частина однієї компанії. Скотті пропонує продавати унікальні туалети, як у будинку Лаірда, що може стати прибутковою справою. Лаірду ідея подобається, і він погоджується. Пари танцюють під музику, і Нед називає Лаірда «сином».
Згодом Нед, Скотті та Лаірд перетворюють друкарню на фабрику з виробництва туалетів і досягають успіху. Стефані використовує конгломерат Fleming-Mayhew для допомоги країнам, що розвиваються, у вирішенні проблем із каналізацією. Врешті Лаірд отримує те, про що мріяв найбільше — стати частиною родини.

## У ролях
| Актор          | Персонаж        | Роль                                  | Актор дубляжу    |
| -------------- | --------------- | ------------------------------------- | ---------------- |
| Джеймс Франко  | Лерд Мейг'ю     | хлопець Стефані                       | Іван Розін       |
| Браян Кренстон | Нед Флемінг     | батько Стефані                        | Олег Лепенець    |
| Зої Дойч       | Стефані Флемінг | донька Неда і дівчина Лерда           | Ганна Кузіна     |
| Меган Маллаллі | Барб Флемінг    | дружина Неда і мати Стефані           | Олена Бліннікова |
| Гріффін Глюк   | Скотті Флемінг  | молодший брат Стефані                 | Максим Чумак     |
| Кіген-Майкл Кі | Густав          | найкращий друг Лерда                  | Дмитро Терещук   |
| Седрік         | Лу Данн         | найкращий друг і діловий партнер Неда |                  |
| Кейлі Куоко    | Жюстін (голос)  | штучний інтелект будинку Лерда        |                  |
| Стів Ейокі     | Стів Ейокі      | камео                                 |                  |
| Ілон Маск      | Ілон Маск       | камео                                 |                  |
| Джин Сіммонс   | Джин Сіммонс    | камео                                 |                  |
| Пол Стенлі     | Пол Стенлі      | камео                                 |                  |

### Дубляж українською мовою
Дублювання українською мовою зроблено студією «Postmodern Postproduction». Переклад здійснено Олексою Негребецьким, режисером дубляжу була Людмила Петриченко, звукорежисер — Андрій Делуденко.
Також ролі озвучили: Роман Чорний, Віктор Данилюк, Катерина Буцька, Олександр Погребняк, Максим Кондратюк.

## Створення фільму

### Знімальна група
- Кінорежисер — Джон Гамбург
- Сценаристи — Джон Гамбург і Ян Гелфер
- Кінопродюсери — Стюарт Корнфельд, Ден Лівайн, Шон Леві, Бен Стіллер
- Виконавчий продюсер — Джорджія Какандес
- Композитор — Теодор Шапіро
- Кінооператор — Кріс Качікіс
- Кіномонтаж — Вільям Керр
- Підбір акторів — Рейчел Теннер
- Художник-постановник — Метью Голт
- Художник по костюмах — Ліса Еванс[10].

## Сприйняття

### Оцінки і критика
Від кінокритиків фільм отримав погані відгуки: Rotten Tomatoes дав оцінку 40 % на основі 123 відгуків від критиків (середня оцінка 4,9/10). Загалом на сайті фільм має погані оцінки, фільму зарахований «гнилий помідор» від фахівців, Metacritic — 39/100 на основі 30 відгуків критиків. Загалом на цьому ресурсі від фахівців фільм отримав погані відгуки.
Від пересічних глядачів фільм отримав змішані відгуки: на Rotten Tomatoes 61 % зі середньою оцінкою 3,5/5 (13 812 голосів), фільму зарахований «попкорн», на Metacritic — 5,2/10 на основі 33 голосів, Internet Movie Database — 6,6/10 (7 900 голосів).

### Касові збори
Під час показу в Україні, що розпочався 12 січня 2017 року, протягом першого тижня на фільм було продано 97 204 квитки, фільм був показаний у 217 кінотеатрах і зібрав 7 403 617 ₴, або ж 286 091 $, що на той час дозволило йому зайняти 2 місце серед усіх прем'єр.
Під час показу у США, що розпочався 23 грудня 2016 року, протягом першого тижня фільм був показаний у 2 917 кінотеатрах і зібрав 11 002 986 $, що на той час дозволило йому зайняти 4 місце серед усіх прем'єр. Станом на 10 січня 2017 року показ фільму триває 19 днів (2,7 тижня), зібравши за цей час у прокаті у США 50 629 073 долари США, а у решті світу 26 787 907 $ (за іншими даними 25 683 025 $), тобто загалом 77 416 980 доларів США (за іншими даними 76 312 098 $) при бюджеті 38 млн доларів США.

### Виноски
1. ↑  Чому він?. Ukrainian Film Distribution. Архів оригіналу за 14 серпня 2016. Процитовано 14 серпня 2016.
2. ↑  Why Him? (англ.). British Board of Film Classification. Процитовано 2 січня 2017.
3. 1 2  Why Him?: Release Info (англ.). Internet Movie Database. Процитовано 14 серпня 2016.
4. 1 2  Чому він?. Kino-teatr.ua. Процитовано 14 серпня 2016.
5. 1 2  Ryan Faughnder (20 грудня 2016). 'Rogue One' to dominate Christmas box office as 'Sing' and 'Passengers' open (англ.). Los Angeles Times. Процитовано 2 січня 2017.
6. 1 2 3 4  Why Him? (англ.). Box Office Mojo. Процитовано 19 лютого 2017.
7. 1 2 3 4  Why Him? (2016) (англ.). The Numbers. Процитовано 25 лютого 2016.
8. ↑  Why Him? (2016) (англ.). AllMovie. Процитовано 2 січня 2017.
9. 1 2  Why him? (англ.). Postmodern LLC. Архів оригіналу за 22 січня 2017. Процитовано 22 січня 2017.
10. ↑  Why Him?: Full Cast & Crew (англ.). Internet Movie Database. Процитовано 14 серпня 2016.
11. 1 2  Why Him? (англ.). Rotten Tomatoes. Процитовано 12 січня 2017.
12. 1 2  Why Him? (англ.). Metacritic. Процитовано 12 січня 2017.
13. ↑  Why Him? (англ.). Internet Movie Database. Процитовано 12 січня 2017.
14. ↑  Олексій Першко (17 січня 2017). Бокс-Офіс 2 (2017): Зростаюча довіра. Kino-teatr.ua. Процитовано 22 січня 2017.
15. ↑  Why Him? — Ukraine Weekend Box Office (англ.). Box Office Mojo. Процитовано 22 січня 2017.